# Минный трал

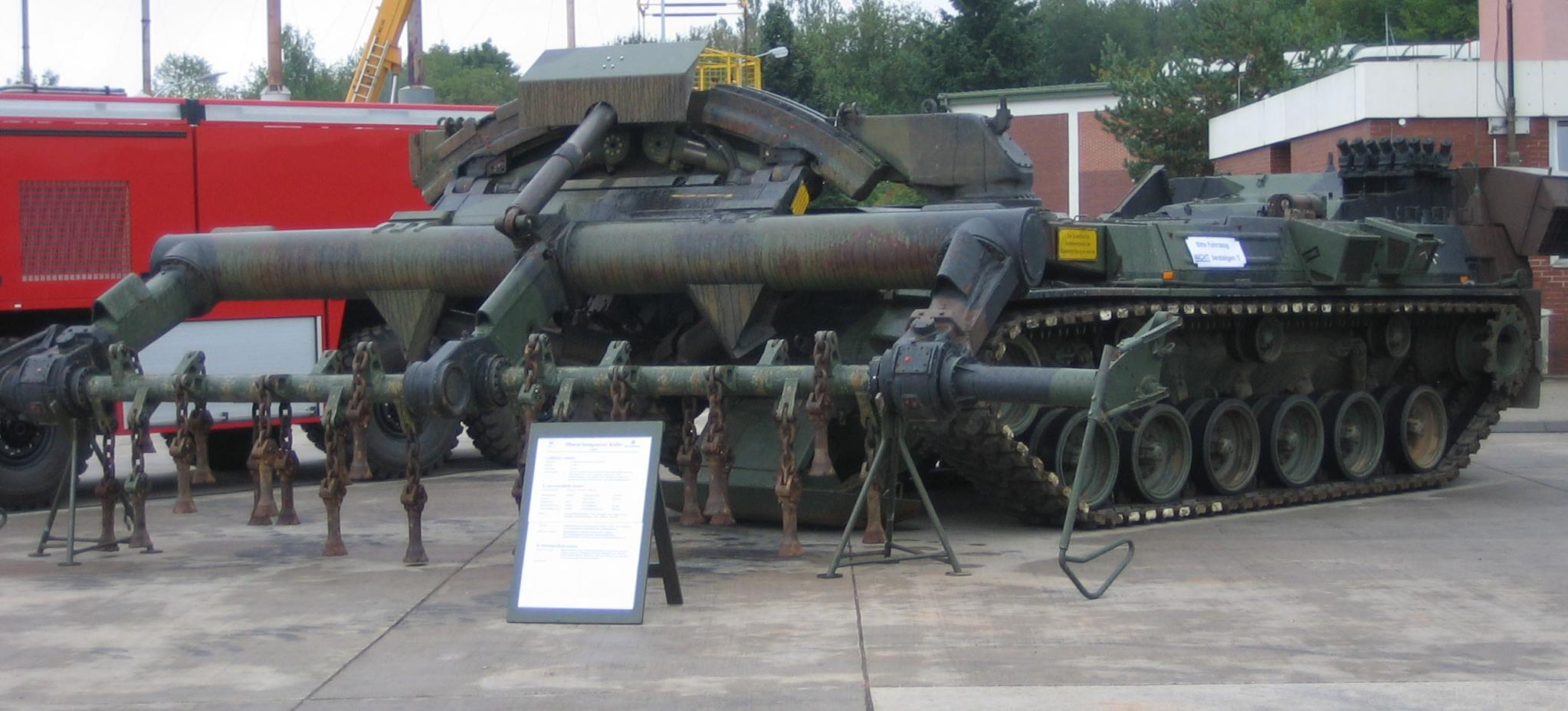
Современный германский танк-тральщик Keiler, созданный на базе среднего танка M48

Минный трал — приспособление для проделывания проходов в минных полях путём вылавливания морских мин или обезвреживания (подрыва) противопехотных и противотанковых мин на суше (по аналогии с тралом — орудием лова рыбы).
По способу применения делятся на контактные и неконтактные.
- Контактные подразделяются на тралы с резаками и тралы с подрывными патронами.
- Неконтактные подразделяются на акустические, электромагнитные и гидродинамические.

Танковые тралы делятся

По типу рабочего органа:
- катковый минный трал[1];
- ножевой минный трал (минный плуг)
- бойковый минный трал

По характеру проделываемого прохода:
- Колейный минный трал
- Трал, создающий сплошной проход